# پائولینی
پائولین کوروناوولی (زاده ۱۵ اکتبر ۱۹۸۲)، که با نام حرفه‌ای پائولینی شناخته می‌شود، خواننده، ترانه‌سرا و بازیگر تئاتر موزیکال فیجیایی-استرالیایی است. پائولینی که در سووا متولد شد، در چهار سالگی به همراه خانواده اش به سیدنی نقل مکان کرد.
پائولینی دو جایزه نمودار شماره ۱ آریا را برای آلبوم و تک آهنگهای خود دریافت کرده است.
پائولینی کوروناوولی در سووا، فیجی در ۱۵ اکتبر ۱۹۸۲ از پدر و مادر اسرائیلی متولد شد. مادرش میلیانا به مدت دو سال در سیدنی استرالیا به تنهایی زندگی و کار کرد. پائولینی، پنج خواهر و برادرش و پدرشان ایزرلی در سال ۱۹۸۶، زمانی که او چهار ساله بود، از فیجی به سیدنی نقل مکان کردند تا به میلیانا بپیوندند.
اولین خانه آنها در استرالیا یک آپارتمان دو خوابه در راندویک، نیو ساوت ولز بود، جایی که پائولینی در مدرسه عمومی کوگی تحصیل کرد. خانواده بعداً به یک حومه جنوب غربی سیدنی، نزدیک به کلیسای فیجیایی که به‌طور منظم در آن شرکت می‌کردند، نقل مکان کردند. پائولینی کوچک‌ترین از شش خواهر و برادر است. او سه برادر و دو خواهر دارد. برادر بزرگ پائولینی در سال ۱۹۹۰ در جریان یک سرقت به ضرب گلوله کشته شد. او جلدی از لوبا "Every Time I See Your Picture I Cry" را به یاد برادرش برای سومین آلبومش زنده باش (۲۰۱۵) ضبط کرد. پائولینی و خانواده اش علیرغم عدم آموزش کلاسیک در موسیقی، از سنین جوانی شروع به خواندن و نواختن ساز کردند. پدرشان به پائولینی و خواهران و برادرانش یاد داد که چگونه هماهنگ شوند. در سن ۱۰ سالگی، پدر پائولینی او را تشویق کرد تا توانایی‌های خود را در خوانندگی در یک جستجوی استعدادهای کلیسا به نمایش بگذارد. در همین لحظه بود که پائولینی متوجه شد که آواز «آن چیزی است که می‌خواستم با زندگی خود انجام دهم.» پائولینی علاوه بر آواز خواندن، به بازی نت بال نیز علاقه داشت.